# Слобода-Банилівська сільська рада
Слобода́-Бани́лівська сільська́ ра́да — адміністративно-територіальна одиниця та орган місцевого самоврядування в Вижницькому районі Чернівецької області. Адміністративний центр — село Слобода-Банилів.

## Загальні відомості
- Населення ради: 942 особи (станом на 2001 рік)

## Населені пункти
Сільській раді підпорядковані населені пункти:
- с. Слобода-Банилів

## Склад ради
Рада складається з 15 депутатів та голови.
- Голова ради: Мельник Георгій Васильович
- Секретар ради: Баланюк Олена Іллівна

### Керівний склад попередніх скликань
| Прізвище, ім'я, по батькові | Основні відомості                                                             | Дата обрання | Дата звільнення |
| --------------------------- | ----------------------------------------------------------------------------- | ------------ | --------------- |
| Проскурняк Василь Іванович  | Сільський голова, 1945 року народження, освіта незакінчена вища               | 26.03.2006   | 31.10.2010      |
| Проскурняк Василь Іванович  | Сільський голова, 1945 року народження, освіта незакінчена вища, безпартійний | 31.10.2010   | 25.03.2014      |
| Мельник Георгій Васильович  | Сільський голова, 1956 року народження, освіта вища, безпартійний             | 26.10.2014   |                 |

Примітка: таблиця складена за даними сайту Верховної Ради України

### Депутати
За результатами місцевих виборів 2010 року депутатами ради стали:

#### За суб'єктами висування
| Суб'єкт висування                                       | Кількість обраних депутатів | %    |
| ------------------------------------------------------- | --------------------------- | ---- |
| Самовисування                                           | 13                          | 86,7 |
| Партія «Відродження»                                    | 1                           | 6,7  |
| Політична партія Всеукраїнське об'єднання «Батьківщина» | 1                           | 6,7  |

#### За округами
| № округу                                                | Прізвище, ім'я, по батькові     | Дата визнання обраним | Освіта             | Партійна приналежність                        | Відомості про обраного депутата                                               |
| ------------------------------------------------------- | ------------------------------- | --------------------- | ------------------ | --------------------------------------------- | ----------------------------------------------------------------------------- |
| Партія «ВІДРОДЖЕННЯ»                                    |                                 |                       |                    |                                               |                                                                               |
| 5                                                       | Данилюк Іван Іванович           | 04.11.2010            | середня            | член Партії «ВІДРОДЖЕННЯ»                     | Львівська залізниця, бригадир монтерів колії Львівської залізниці             |
| Політична партія Всеукраїнське об'єднання «Батьківщина» |                                 |                       |                    |                                               |                                                                               |
| 12                                                      | Проскурняк Костянтин Васильович | 04.11.2010            | середня спеціальна | член Всеукраїнського об'єднання «Батьківщина» | Сільський клуб, завідувач клубу                                               |
| Самовисування                                           |                                 |                       |                    |                                               |                                                                               |
| 1                                                       | Данилюк Михайло Дмитрович       | 04.11.2010            | вища               | позапартійний                                 | пенсіонер                                                                     |
| 2                                                       | Павлюк Степан Васильович        | 04.11.2010            | середня            | позапартійний                                 | Вашківецька районна лікарня, шофер                                            |
| 3                                                       | Проскурняк Микола Іванович      | 04.11.2010            | середня            | позапартійний                                 | пенсіонер                                                                     |
| 4                                                       | Гаврильчук Ігор Степанович      | 04.11.2010            | середня спеціальна | позапартійний                                 | тимчасово не працює                                                           |
| 6                                                       | Радул Танасій Іванович          | 04.11.2010            | середня спеціальна | позапартійний                                 | приватний підприємець                                                         |
| 7                                                       | Лисан Ганна Іванівна            | 04.11.2010            | середня спеціальна | позапартійна                                  | Поштове відділення зв'язку с. Слобода-Банилів, начальник відділення           |
| 8                                                       | Гавалешко Галина Василівна      | 04.11.2010            | середня            | позапартійна                                  | Поштове відділення зв'язку с. Слобода-Банилів, листоноша                      |
| 9                                                       | Гакіншмідт Світлана Іллівна     | 04.11.2010            | середня спеціальна | позапартійна                                  | Слободо-Банилівська загальноосвітня школа І-ІІ ст., вчитель початкових класів |
| 10                                                      | Кундій Віталій Володимирович    | 04.11.2010            | вища               | позапартійний                                 | Вижницький ЦТП № 1, електромеханік                                            |
| 11                                                      | Баланюк Олена Іванівна          | 04.11.2010            | вища               | позапартійна                                  | Слобода-Банилівська сільська рада, секретар                                   |
| 13                                                      | Вірста Катерина Іванівна        | 04.11.2010            | середня спеціальна | позапартійна                                  | Слобода-Банилівська сільська рада, діловод                                    |
| 14                                                      | Кобевко Параска Іванівна        | 04.11.2010            | середня спеціальна | позапартійна                                  | Вашківецька районна лікарня, медична сестра                                   |
| 15                                                      | Кошман Алла Василівна           | 04.11.2010            | вища               | позапартійна                                  | Слободо-Банилівська загальноосвітня школа І-ІІ ст., вчитель                   |

## Населення
За переписом населення України 2001 року в сільській раді мешкало 937 осіб.

### Мова
Розподіл населення за рідною мовою за даними перепису 2001 року:
| Мова       | Відсоток |
| ---------- | -------- |
| українська | 99,58 %  |
| російська  | 0,32 %   |
| молдовська | 0,11 %   |